# Rheng (Syamtalira Bayu)
Rheng is een bestuurslaag in het regentschap Aceh Utara van de provincie Atjeh, Indonesië. Rheng telt 521 inwoners (volkstelling 2010).